# Mickey (chanson)
Pour les articles homonymes, voir Mickey.
Singles de Toni Basil
Breakaway
(1966) Nobody
(1982)
Mickey est une chanson rendue célèbre par la chorégraphe et chanteuse américaine Toni Basil.
La chanson fut écrite par le tandem d'auteurs compositeurs constitué par Mike Chapman et Nicky Chinn. À l'origine elle parlait d'une femme et s'intitulait Kitty. Sous ce titre elle fut originellement enregistrée par le groupe britannique de pop Racey (en), qui l'a sortie en 1979 sur son premier album Smash and Grab.
Toni Basil, qui eut l'idée de réaliser un clip musical avec des pom-pom girls avant qu'elle trouve la chanson pour l'accompagner, a renommé sa version Mickey, en en faisant une chanson sur un homme. Elle a également ajouté la partie « Oh Mickey, you're so fine, you're so fine, you blow my mind ».
Du fait de la popularité du clip à la télévision britannique (avant l'avènement de MTV), la chanson atteint la 2e place dans ce pays en mars 1982.
Aux États-Unis il a fallu un certain temps avant que MTV n'obtienne le clip mais quand la chaîne a commencé à le diffuser, la chanson a décollé pour atteindre le numéro 1 au Billboard Hot 100 en décembre 1982.
En 2020, elle a été reprise par les actrices Kiernan Shipka, Jaz Sinclair et Jasmine Vega dans la série télévisée Les Nouvelles Aventures de Sabrina.